# Cruz Chiquita
Cruz Chiquita är en ort i Mexiko.   Den ligger i kommunen Acala och delstaten Chiapas, i den sydöstra delen av landet, 700 km öster om huvudstaden Mexico City. Cruz Chiquita ligger 489 meter över havet och antalet invånare är 218.
Terrängen runt Cruz Chiquita är varierad. Runt Cruz Chiquita är det ganska tätbefolkat, med 80 invånare per kvadratkilometer. Närmaste större samhälle är Chiapa de Corzo, 15,3 km nordväst om Cruz Chiquita. Omgivningarna runt Cruz Chiquita är en mosaik av jordbruksmark och naturlig växtlighet.